# Katarzyna Nowak

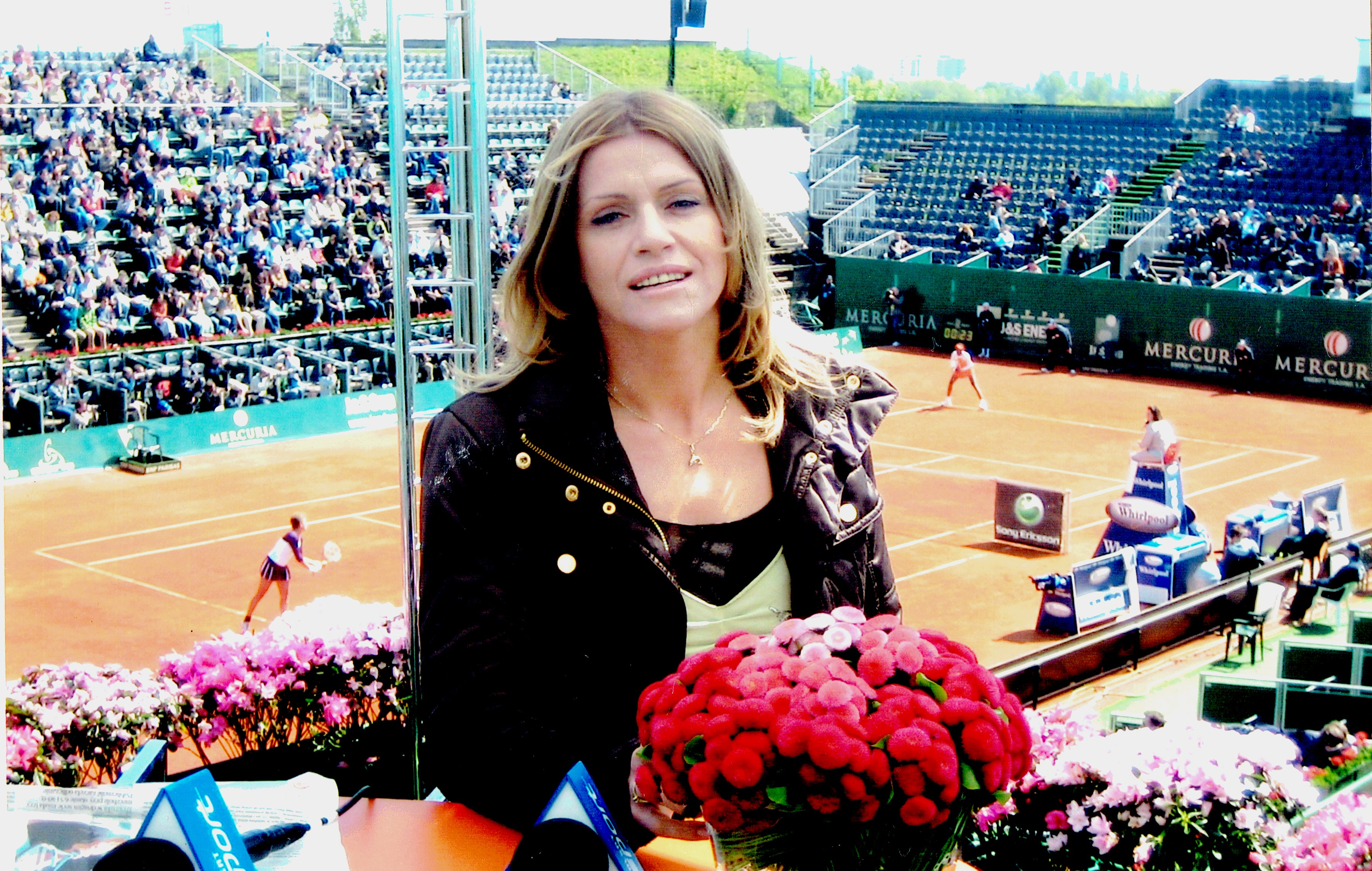
Katarzyna Nowak (2016)

Katarzyna Nowak (* 13. Januar 1969 in Łódź) ist eine ehemalige polnische Tennisspielerin.

## Karriere
Nowak wurde mit 19 Jahren Profispielerin. Sie gewann während ihrer Karriere drei Einzeltitel des ITF Women’s Circuits, im Doppel erreichte sie drei Endspiele. Erstmals im Hauptfeld eines WTA-Turniers stand bei den Athens Open 1989, das sie über die Qualifikation erreicht hatte. Sie verlor in der ersten Runde gegen Julie Halard mit 3:6 und 2:6. Ihr bestes Abschneiden auf der WTA Tour war das Halbfinale in Barcelona 1995, das sie gegen Iva Majoli mit 3:6 und 1:6 verlor.
Für ihr Geburtsland nahm sie an den Olympischen Sommerspielen 1992 im Einzel in Barcelona teil. Sie verlor in der ersten Runde gegen Julie Halard mit 4:6 und 6:71.
Ihre letzte Turnierteilnahme hatte sie im Dezember 1998 in Průhonice, wo sie in der ersten Runde gegen Karen Cross beim Stand von 1:3 aufgab.
Zwischen 1988 und 1995 spielte sie für die polnische Fed-Cup-Mannschaft, für die sie zehn ihrer 21 Partien gewann.
Ihr Heimverein war der MKT Łódź.

## Turniersiege

### Einzel
| Nr. | Datum         | Turnier        | Kategorie   | Belag             | Finalgegnerin      | Ergebnis      |
| --- | ------------- | -------------- | ----------- | ----------------- | ------------------ | ------------- |
| 1.  | Juli 1988     | Sezze          | ITF $10.000 | Sand              | Katia Piccolini    | 6:4, 2:6, 6:4 |
| 2.  | April 1990    | Caserta        | ITF $25.000 | Sand              | Olena Brjuchowez   | 1:6, 6:2, 6:3 |
| 3.  | Dezember 1994 | Cergy          | ITF $50.000 | Hartplatz (Halle) | Isabelle Demongeot | 6:3, 6:3      |
| 4.  | Oktober 1997  | Joué-lès-Tours | ITF $10.000 | Hartplatz (Halle) | Katalin Miskolczi  | 6:1, 6:2      |
| 5.  | Mai 1998      | Le Touquet     | ITF $10.000 | Sand              | Maaike Koutstaal   | 7:6, 6:2      |
| 6.  | Oktober 1998  | Saint-Raphaël  | ITF $10.000 | Hartplatz (Halle) | Magdalena Kučerová | 6:1, 7:6      |

## Abschneiden bei Grand-Slam-Turnieren

### Einzel
| Turnier         | 1990 | 1991 | 1992 | 1993 | 1994 | 1995 | 1996 | 1997 | 1998 | Karriere |
| --------------- | ---- | ---- | ---- | ---- | ---- | ---- | ---- | ---- | ---- | -------- |
| Australian Open | —    | —    | —    | 1    | —    | —    | 1    | —    | —    | 1        |
| French Open     | 1    | —    | 1    | —    | 2    | 3    | 1    | —    | —    | 3        |
| Wimbledon       | —    | —    | 2    | —    | —    | —    | 1    | —    | —    | 2        |
| US Open         | —    | 1    | 1    | —    | —    | 1    | Q1   | —    | Q1   | 1        |

Zeichenerklärung: S = Turniersieg; F, HF, VF, AF = Einzug ins Finale / Halbfinale / Viertelfinale / Achtelfinale; 1, 2, 3 = Ausscheiden in der 1. / 2. / 3. Hauptrunde; Q1, Q2, Q3 = Ausscheiden in der 1. / 2. / 3. Qualifikationsrunde; nicht ausgetragen

## Persönliches
Für Polsat Sport ist sie als Kommentatorin tätig.